# SOV32
Xperia Z5 SOV32（エクスペリア ゼットファイブ エスオーブイ サンニー）は、ソニーモバイルコミュニケーションズによって開発された、auブランドを展開するKDDIおよび沖縄セルラー電話の第3.9世代移動通信システム（au 4G LTE/au VoLTE）、第4世代移動通信システム（au 4G LTE CA/WiMAX2+）対応スマートフォンである。

## 概要
SOV31の後継機種、グローバルモデルであるXperia Z5の日本国内ローカライズモデルであり、Xperiaシリーズでは初の指紋認証対応モデルとなる。
カメラ機能が大幅に強化されており、オートフォーカス速度はスマートフォン最速の0.03秒を実現している。また、高解像ズームは従来の3倍から5倍へと倍率が大きくなっている。
デザイン面では、サンドブラストと化学処理を施したフロスト加工のガラスを背面に採用しており、サラサラとした感触となっている。なお、背面において従来Xperiaのロゴがあった場所にはソニーのロゴが配置されており、Xperiaのロゴは本体側面に刻印されている。
本機はauスマートフォンとしては史上初となる3コンポーネントキャリア・キャリアアグリゲーション（以下3CC CA）に対応している。700MHz+N800MHz+2GHzの組み合わせで最大300Mbpsを実現しているが、700MHz帯の正式運用開始が遅れているため、発売直後の2015年11月1日の時点において山形県の一部のエリアのみが3CC CAに対応となっており、それ以外のエリアでは同時点において3CC CAを利用することができない。

## その他機能
※PC向けWebブラウザが標準装備されている。携帯向けサイト(EZWeb)は他のスマートフォンやPCと同じく閲覧不可。
| 主な機能・対応サービス                                                  | 主な機能・対応サービス                                                        | 主な機能・対応サービス                           | 主な機能・対応サービス             |
| ----------------------------------------------------------------------- | ----------------------------------------------------------------------------- | ------------------------------------------------ | ---------------------------------- |
| auウィジェット Webブラウザ                                              | LISMO! for Android （ハイレゾ音源対応版） LISMO WAVE                          | おサイフケータイ NFC おくだけ充電（Qi） 指紋認証 | ワンセグ フルセグ DLNA/DTCP-IP     |
| au one メール PCメール Gmail EZwebメール                                | デコレーションメール デコレーションアニメ                                     | Friends Note                                     | PCドキュメント                     |
| au Smart Sports Run & Walk Karada Manager ゴルフ(web版) Fitness、歩数計 | GPS 方位計                                                                    | au oneナビウォーク au one助手席ナビ              | au one ニュースEX au one GREE      |
| auベーシックホーム じぶん銀行                                           | 緊急速報メール                                                                | Bluetooth                                        | 無線LAN機能 (Wi-Fi) auシェアリンク |
| 赤外線通信                                                              | au VoLTE （シンクコール対応） WIN HIGH SPEED au 4G LTE （3CC CA対応） WiMAX2+ | グローバルパスポート                             | auフェムトセル                     |
| microSD microSDHC microSDXC                                             | モーションセンサー(6軸)                                                       | 防水 防塵                                        | 簡易留守録 着信拒否設定            |

- 安心セキュリティパックはフル対応

## 歴史
- 2015年9月2日（現地時間） - ドイツ・ベルリンの家電展示会「IFA 2015」にてソニー及びソニーモバイルコミュニケーションズよりグローバルモデル発表。この時点で日本国内での販売も予告されていた[5]。
- 2015年9月29日 - KDDI、およびソニーモバイルコミュニケーションズジャパンより公式発表。
- 2015年10月29日 - 日本全国にて一斉発売。SOV31が発売された2015年6月11日から4ヵ月足らずのリリースとなった。
- 2016年1月12日 - 新色としてPinkを追加発表[6]。
- 2016年1月28日 - Pink発売開始。

## アップデート
2015年11月19日のアップデート
ビルド番号：32.0.D.0.291
- ウィジェットの一部またはすべてが表示されない事象の改善。

2015年12月10日のアップデート
ビルド番号：32.0.D.0.300
- 音声通話中にEメールやSMSを受信した際に端末が再起動する事象の改善。

2016年4月12日のアップデート
ビルド番号：32.0.D.0.328
- 端末が再起動する事象の改善。
- mamorino Watchとの連携機能「はなれたらアラーム」に対応。

2016年6月7日のアップデート
ビルド番号：32.1.C.0.281
- Android 6.0による機能・操作性の向上。

2016年9月1日のアップデート
ビルド番号：32.1.C.0.328
- 充電量調整機能の追加。

2016年12月8日のアップデート
ビルド番号：32.1.C.0.364
- Androidセキュリティパッチの適用

2017年3月7日のアップデート
ビルド番号：32.1.C.0.401
- エラーメッセージが表示される場合がある事象の改善など

2017年3月28日のアップデート
ビルド番号：32.3.C.0.274
- Android™ 7.0による機能・操作性の向上

2017年7月4日のアップデート
ビルド番号：32.3.C.0.336
- Androidセキュリティパッチの適用

2017年10月5日のアップデート
ビルド番号：32.3.C.0.371
- Androidセキュリティパッチの適用